# Parthenon v Nashvillu
Parhenon v Nashvillu je replika Parthenonu v Athénách. Byl postaven v roce 1897 jako součást výstavy Tennessee Centennial Exposition.
V současnosti Parthenon slouží jako muzeum umění a je středobodem velkého veřejného parku západně od centra Nashvillu. Vzhledem k tomu, že budova je věrnou replikou předpokládanému originálu tvaroslovím i barvami, tak tato replika původního athénského Parthenonu slouží jako pomník vrcholné klasické architektuře. Sádrové repliky v místnosti treasury (západní místnost hlavní haly) jsou přímé odlitky původních soch, které zdobily štíty athénského Parthenónu z roku 438 př. n. l. Dochované originály jsou uloženy v Britském muzeu v Londýně a v muzeu Akropolis v Athénách.

## Historie
Budova byla hlavním bodem expozice z roku 1897. Řada budov v expozici vycházela z antických originálů. Parthenon jako jediný byl ale přesnou reprodukcí a je jedinou budovou z výstavy, kterou se město rozhodlo zachovat.
Parthenon byl původně postaven ze sádry, dřeva a cihel jako dočasná stavba. Přestože nebyl určen k trvalému zachování, zůstal stát i po skončení výstavy – a to díky vysokým nákladům na jeho případnou demolici a velké oblibě mezi místními obyvateli i návštěvníky. V roce 1895 byl sochař George Julian Zolnay pověřen tvorbou dekorativních modelů pro výzdobu budovy. V následujících dvaceti letech stav budovy výrazně zhoršilo počasí, a tak byla na původních základech znovu postavena v rámci rekonstrukce, která začala roku 1920. Exteriér byl dokončen v roce 1925, interiér pak v roce 1931.
K významným událostem, které se v Parthenonu odehrály, patřily Jarní průvody v letech 1913 a 1914. První z nich, uvedený v roce 1913 pod názvem The Fire Regained, napsal Sidney Mttron Hirsch. Šlo o hru s mytologickým námětem, doplněnou o dobově oblíbené divadelní efekty. Následující rok se konalo představení The Mystery at Thanatos, rovněž s mytologickou tematikou, které bylo kratší, ale kritiky i diváky lépe přijato. Kopie scénáře je dnes uchována ve veřejné knihovně v Nashville.

## V populární kultuře
Parthenon sloužil jako místo pro politické shromáždění ve vrcholné scéně filmu Roberta Altmana z roku 1975 Nashville.
V Parthenonu proběhl boj proti Hydře ve filmu z roku 2010 Percy Jackson: Zloděj blesku.
Parthenon je uveden v názvu a v textu písně Nashville Parthenon z alba Etiketa od Casiotone pro Painfully Alone, stejně jako v pokračování písně Goodbye Parthenon.